# Gare de La Ferté-sous-Jouarre
Pour les articles homonymes, voir Gare de La Ferté.
La gare de La Ferté-sous-Jouarre est une gare ferroviaire française de la ligne de Noisy-le-Sec à Strasbourg-Ville (dite aussi dite aussi ligne de Paris à Strasbourg), située sur le territoire de la commune de La Ferté-sous-Jouarre, dans le département de Seine-et-Marne, en région Île-de-France.
La station est mise en service le 26 août 1849 par la Compagnie du chemin de fer de Paris à Strasbourg, lorsqu'elle ouvre la section de Meaux à Épernay.
C'est une gare de la Société nationale des chemins de fer français (SNCF), desservie par les trains du réseau Transilien Paris-Est (Ligne P), ainsi que par quelques TER Grand Est.

## Situation ferroviaire
La gare de La Ferté-sous-Jouarre, établie à 63 m d'altitude, est située au point kilométrique (PK) 65,154 de la ligne de Noisy-le-Sec à Strasbourg-Ville (dite aussi ligne de Paris à Strasbourg), entre les gares ouvertes de Changis - Saint-Jean et Nanteuil - Saâcy.

Galerie de photographies
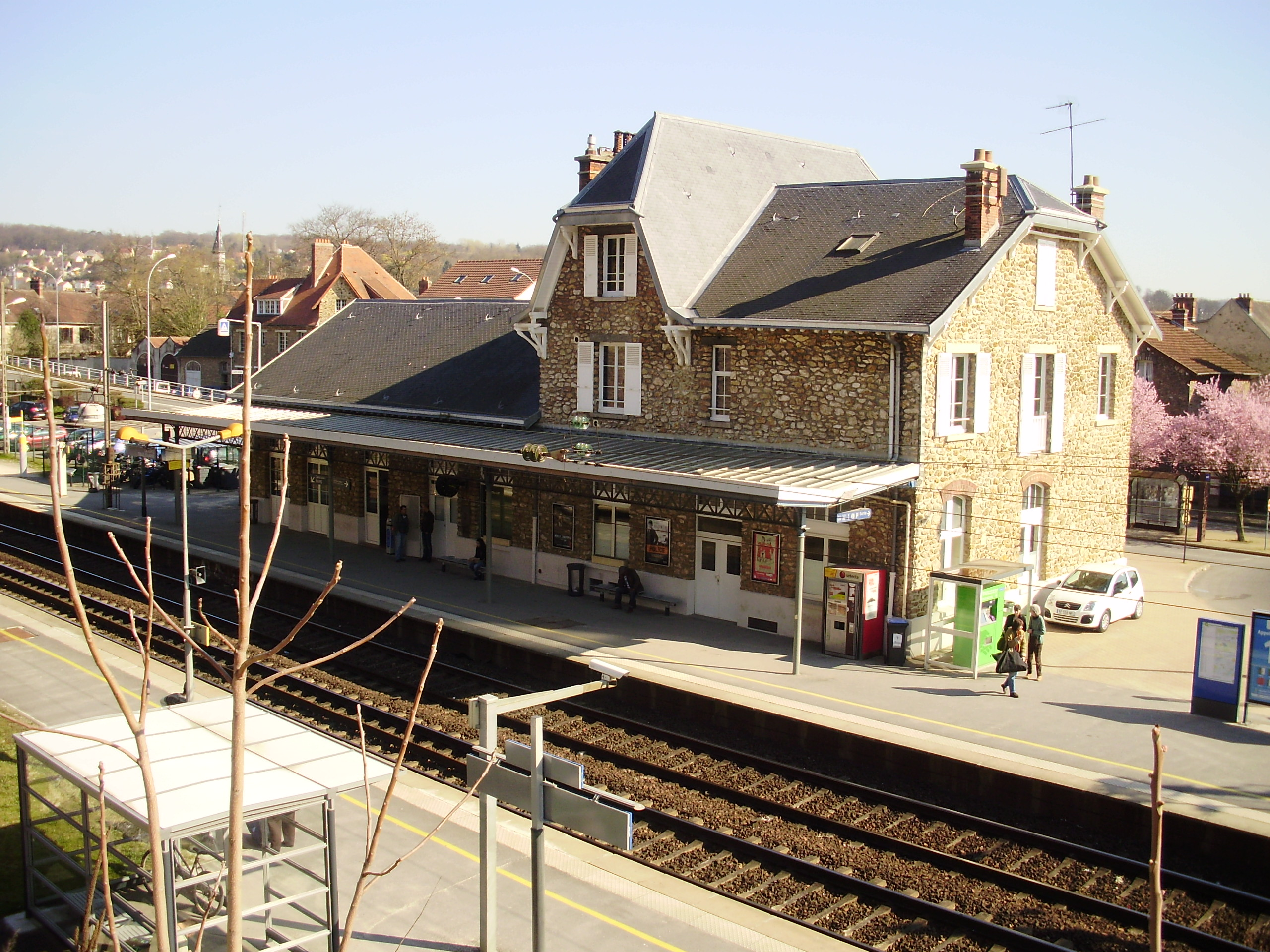
Bâtiment voyageurs vu en surplomb depuis la rue Duburcq-Clément.
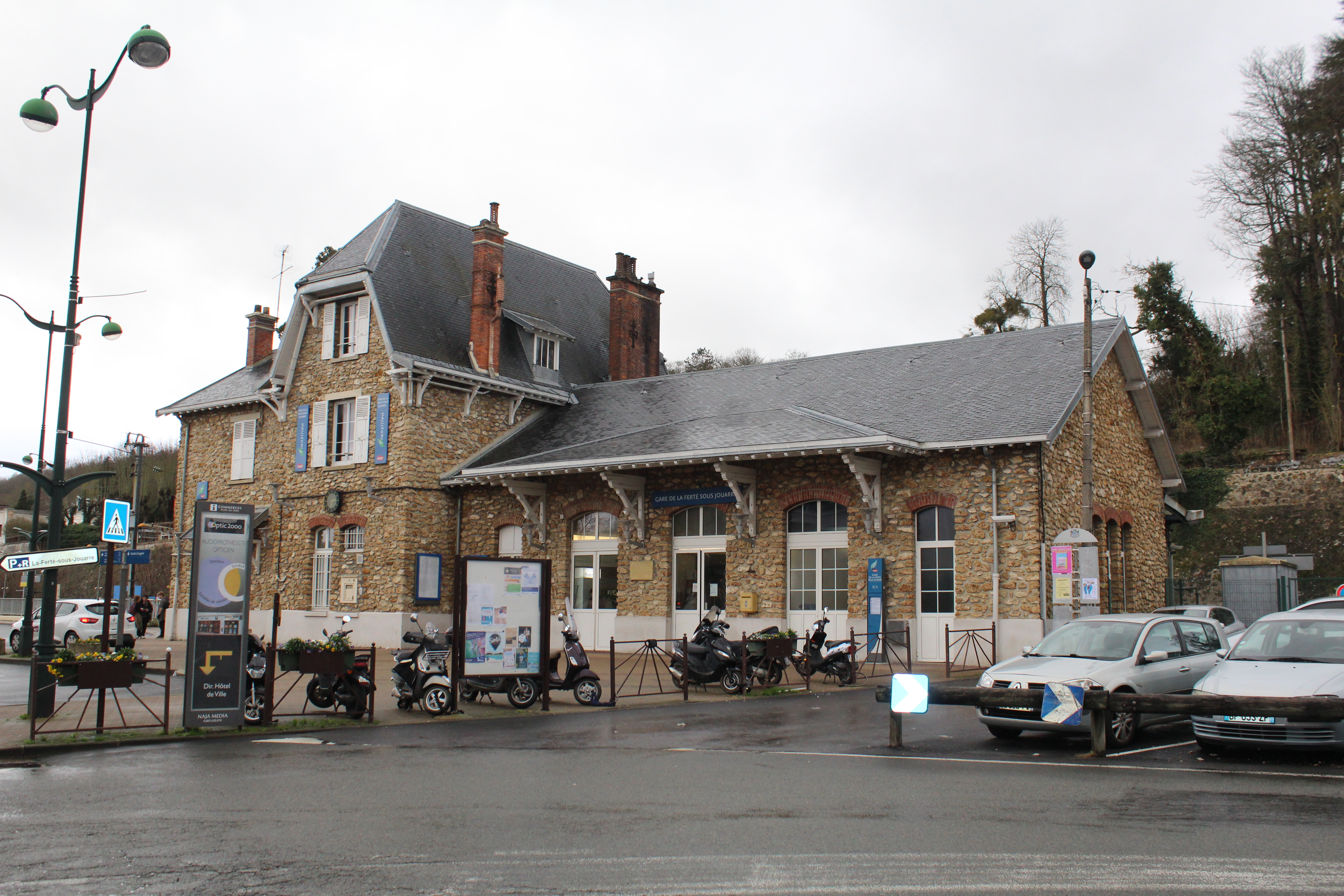
Façade côté cour et parking de la gare.
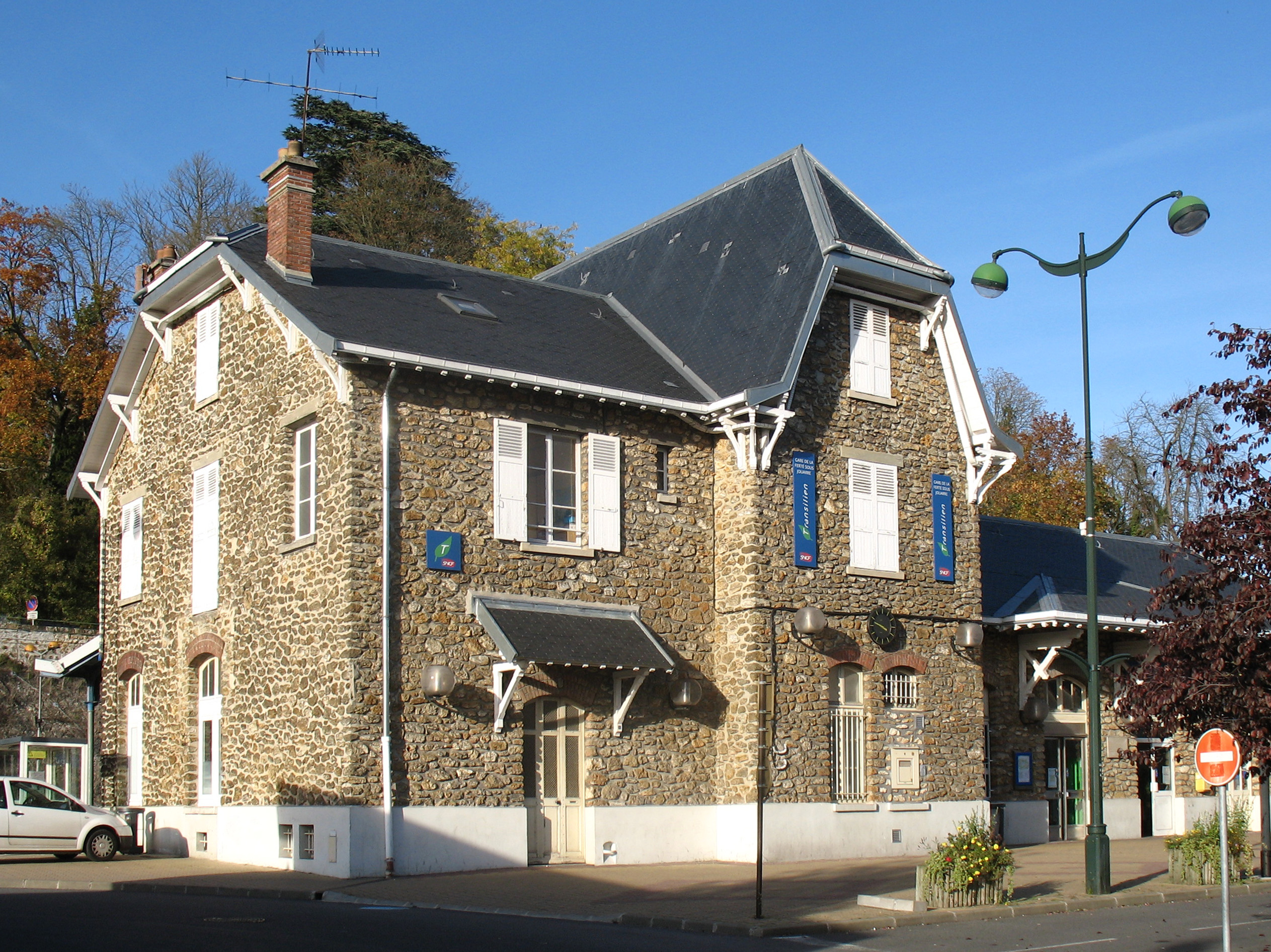
L'aile servant de bureau et de logement du chef de gare.

## Histoire
Comme prévu dans la concession de la ligne de Paris à Strasbourg, c'est l'État qui construit les infrastructures ferroviaires. Dans un souci d'économie et pour une rapidité d'exécution, il réalise pour les stations des bâtiments provisoires en bois. Après la livraison de la ligne par l'État, la compagnie du chemin de fer de Paris à Strasbourg met en service le 26 août 1849 la station provisoire de La Ferté-sous-Jouarre lors de l'ouverture au service commercial de la section de Meaux à Épernay. Le bâtiment voyageurs en dur sera construit plus tard par la Compagnie des chemins de fer de l'Est qui prend en 1854 la suite de la compagnie concessionnaire d'origine. Un décret impérial du 3 août 1860 déclare d'utilité publique l'utilisation de terrains nécessaires à un agrandissement de la gare.
Le bâtiment définitif est un bâtiment de type 7 identique à ceux qui existent toujours à Changis - Saint-Jean et Nanteuil - Saâcy ; il s'agit d'un bâtiment standard de la Compagnie de l'Est avec un corps central à quatre ouvertures, flanqué de deux ailes symétriques et doté d'une toiture à deux versants à pente faible.
Le préfet du département, dans le rapport sur l'activité ferroviaire remis au Conseil général de Seine-et-Marne en 1862, indique pour la gare de La Ferté-sous-Jouarre un trafic annuel de 48 835 voyageurs ; il donne également le bilan annuel du trafic marchandises : 25 182 704 kg en petite vitesse. En 1866, le prix du billet pour rejoindre Paris est de : 7,4 F en première classe, 5,55 F en seconde classe et 4,05 F en troisième classe. Les voyageurs arrivant à Trilport n'avaient qu'une correspondance possible avec l'omnibus pour Lizy-sur-Ourcq, mais de nombreux notables avaient leur propre attelage, calèches et fiacres stationnaient sur la place en attendant l'arrivée du train.
À la suite des vœux des 24 août 1905 et 20 août 1906, le ministre des Travaux publics approuve la construction d'un souterrain, pour le passage d'un quai à l'autre, le 20 septembre 1906.
La gare a survécu aux combats de septembre 1914 qui ont détruit de nombreux bâtiments en ville, mais elle va être mise à l'état de ruine lors de l'offensive allemande de 1918. C'est à 22 h 40, le 15 juillet 1918, que tombent deux bombes sur la gare. Des décombres, on sortira plusieurs morts, notamment M. Maillet, le chef de gare, M. Marchal, le sous-chef de gare, et M. Henry, employé.
La nouvelle gare, édifiée après le conflit, est un grand bâtiment standard type Reconstruction qui présente la particularité d'être construite en pierre meulière, spécialité de la ville.

## Service des voyageurs

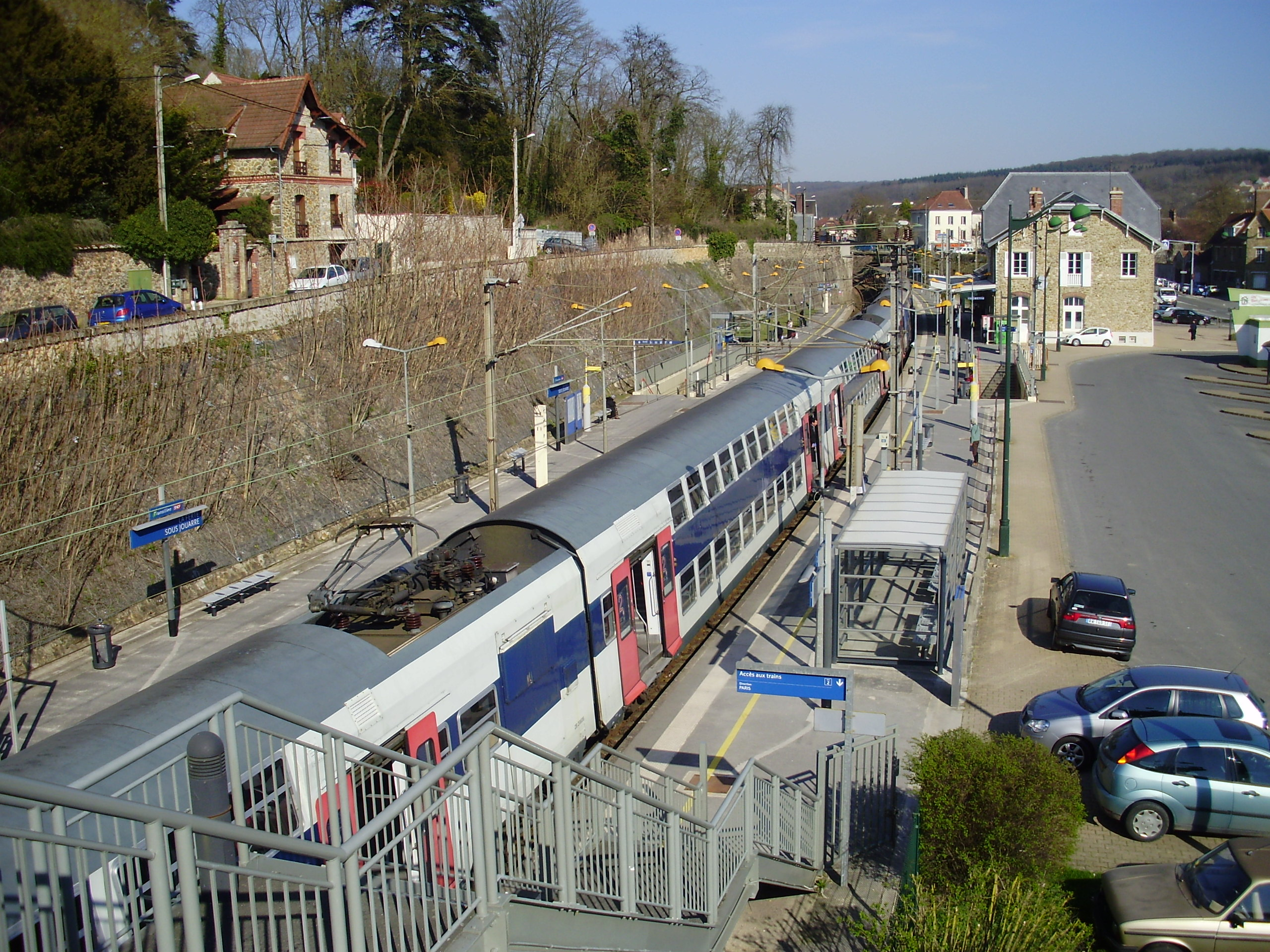
Rame Z 20500 prête à partir vers Paris ; vue depuis la passerelle à l'ouest du bâtiment voyageurs.

### Accueil
Gare SNCF du réseau Transilien, elle offre divers services avec, notamment, une présence commerciale quotidienne et des aménagements et services pour les personnes à mobilité réduite. Elle est équipée d'automates pour la vente des titres de transport (Transilien et Navigo).
La gare dispose d'un système d'information sur les circulations des trains en temps réel Infogare avec un écran dans le bâtiment voyageurs, deux sur le quai direction Paris-Est et un sur le quai direction Château-Thierry.
Un souterrain et une passerelle permettent le passage d'un quai à l'autre.

### Desserte
La gare est desservie par les trains de la ligne P du Transilien du réseau Transilien Paris-Est parcourant la branche de Château-Thierry à raison d'un train toutes les demi-heures aux heures de pointe et d'un train par heure aux heures creuses, ainsi que par les trains du réseau TER Grand Est, à raison de trois trains par jour (2 direction Paris-Est et un direction province) du lundi au vendredi.

### Intermodalité
La gare dispose d'un parc à vélos et de trois parkings relais (Rue de la Gare: 57 places - Chevalier de la Barre: 109 places - Gare routière: 331 places) d'une capacité totale de 479 places, aménagés à proximité.

La gare routière admet également un emplacement réservé aux taxis, situé au plus proche du parvis de la gare.

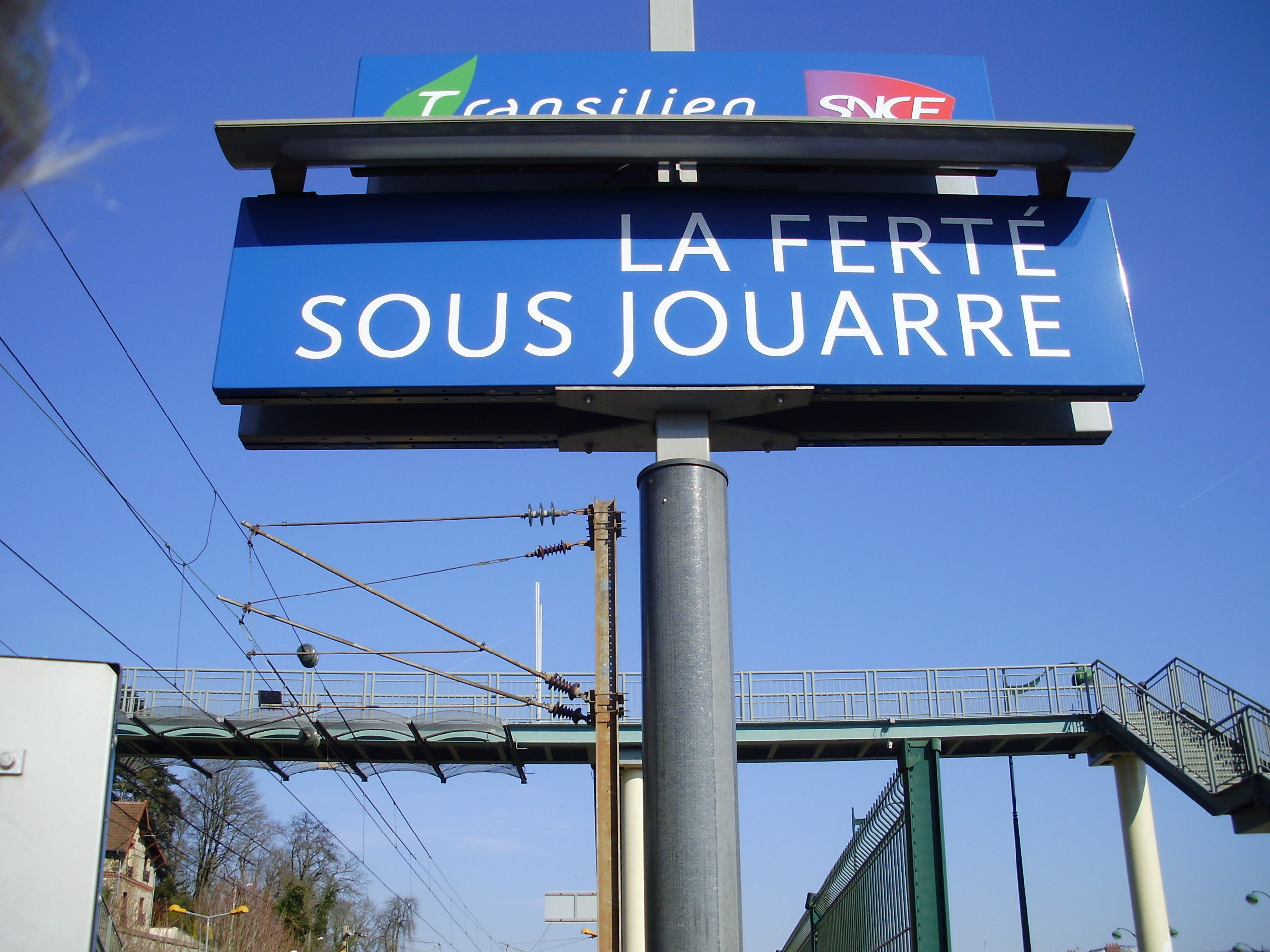
Signalétique de quai.

La gare est desservie par les lignes 31, 31S, 32, 32S, 33, 34, 35, 40, 41, 43, 49, 49B, 56, 56sco, 62 et 67 du réseau de bus Brie et 2 Morin et par la ligne 61 du réseau de bus Meaux et Ourcq.

## Fréquentation
Selon les données disponibles en 2011, plus de 2 300 voyageurs quotidiens montent dans un train à cette gare. Ainsi, près de 5 000 déplacements (montées et descentes) sont comptabilisés sur une journée, ce qui fait de cette gare la troisième gare la plus fréquentée de la branche nord de la ligne P après celles de Paris-Est et de Meaux. Pour répondre à cette augmentation de la fréquentation, le cadencement mis en place en 2007 a permis d'augmenter le nombre de trains par heure.
En 2018, selon les estimations de la SNCF, la fréquentation annuelle de la gare est de 2 425 600 voyageurs, après un nombre de 2 319 300 en 2017 et de 2 162 500 en 2016  (nombres arrondis à la centaine la plus proche).
Pour faire face à cette importante fréquentation et ainsi désengorger la ligne P, des « TER Vallée de la Marne » desservent également la gare depuis le 5 mars 2019 ; cet arrêt est réalisé à la suite d'un accord entre les régions Grand Est et Île-de-France.

## Service des marchandises
Cette gare est ouverte au service fret.